# ویلیام سی. دیمنت
ویلیام چارلز دیمنت (انگلیسی: William Charles Dement؛ زادهٔ ۲۹ ژوئیهٔ ۱۹۲۸ - درگذشته ۱۷ ژوئن ۲۰۲۰) یک دانشمند، استاد دانشگاه، پژوهشگر و متخصص برجستهٔ خواب اهل ایالات متحده آمریکا بود. وی بنیان‌گذار «مرکز پژوهشی خواب» در دانشگاه استنفورد بود.
ویلیام دیمنت استاد رشتهٔ روان‌شناسی و علوم رفتار دانشکده پزشکی دانشگاه استنفورد و یکی از صاحبنظران پیشرو در زمینهٔ خواب، کمبود خواب و تشخیص و درمان اختلالات خواب، آپنه و نارکولپسی بود.
گاهی از او به سبب کارهای مهم و اساسی‌اش در زمینه خواب، پدر علم «پزشکی خواب» یاد می‌کنند.